# Kenār Mīrī
Kenār Mīrī (persiska: کنار میری) är en ort i Iran.   Den ligger i provinsen Kerman, i den sydöstra delen av landet, 1 000 km sydost om huvudstaden Teheran. Kenār Mīrī ligger 1 295 meter över havet och antalet invånare är 115.
Terrängen runt Kenār Mīrī är kuperad åt sydväst, men åt nordost är den bergig.Runt Kenār Mīrī är det glesbefolkat, med 17 invånare per kvadratkilometer. Närmaste större samhälle är Mardehek, 15,3 km söder om Kenār Mīrī. Trakten runt Kenār Mīrī är ofruktbar med lite eller ingen växtlighet.